# Arsimont
Arsimont (en wallon Aursumont) est une section de la commune belge de Sambreville située en Région wallonne dans la province de Namur. C'était une commune à part entière de 1877, faisant partie d'Auvelais auparavant, jusqu'a la fusion des communes de 1977.

## Géographie
Arsimont se situe à une altitude de 191 mètres (au seuil de l'église).

## Démographie
- Sources:INS, Rem:1831 jusqu'en 1970=recensements, 1976= nombre d'habitants au 31 décembre

## Histoire

### La Première Guerre mondiale: la bataille d'Arsimont
La bataille d'Arsimont, entre le 21 et le 23 août 1914, est un épisode de la bataille de Charleroi qui a opposé la 19e division d'infanterie française, sous les ordres du général Bonnier et la 2e division de la garde prussienne, dirigée par le général von Winckler. Le 20 août 1914, le 70e régiment d'infanterie (Vitré, colonel Laroque) et le 47e régiment d'infanterie (Saint-Malo), deux régiments français, reçoivent pour mission de défendre les ponts sur la Sambre situés à Auvelais, Tamines et Arsimont. Le 71e régiment d'infanterie (Saint-Brieuc, colonel Bonnefoy), lancé le 21 août dans le combat, se lance, avec les deux autres régiments précédemment cités, dans la conquête d'Auvelais et de Tamines, fortement tenus par les Allemands, mais doivent se replier. Le 22 août 1914, le colonel Louis de Flotte, qui commande le 48e régiment d'infanterie (Guingamp), reçoit l'ordre de reprendre Arsimont (il meurt ce jour-là dans les combats), mais les troupes françaises doivent se replier en direction de Chimay, puis en France sur la rive gauche de la Meuse où le général Fernand de Langle de Cary livre à Guise un combat victorieux contre les Allemands.
D'autres régiments français ont pris part à la bataille d'Arsimont :le 41e régiment d'infanterie (Rennes, colonel Passada), le 2e régiment d'infanterie (colonel Pérez), le 7e régiment d'infanterie (colonel Haffrier), le 118e régiment d'infanterie (Quimper).
De nombreux soldats morts sont inhumés dans la nécropole d'Auvelais où leurs dépouilles (345 corps), précédemment enterrées en divers endroits par les Allemands, ont été regroupées en 1934.
Le 21 août 1914 le 1er RGR de l'armée impériale allemande y passa par les armes 13 civils et y détruisit 126 maisons au cours des atrocités allemandes commises au début de l'invasion.

## Enseignement

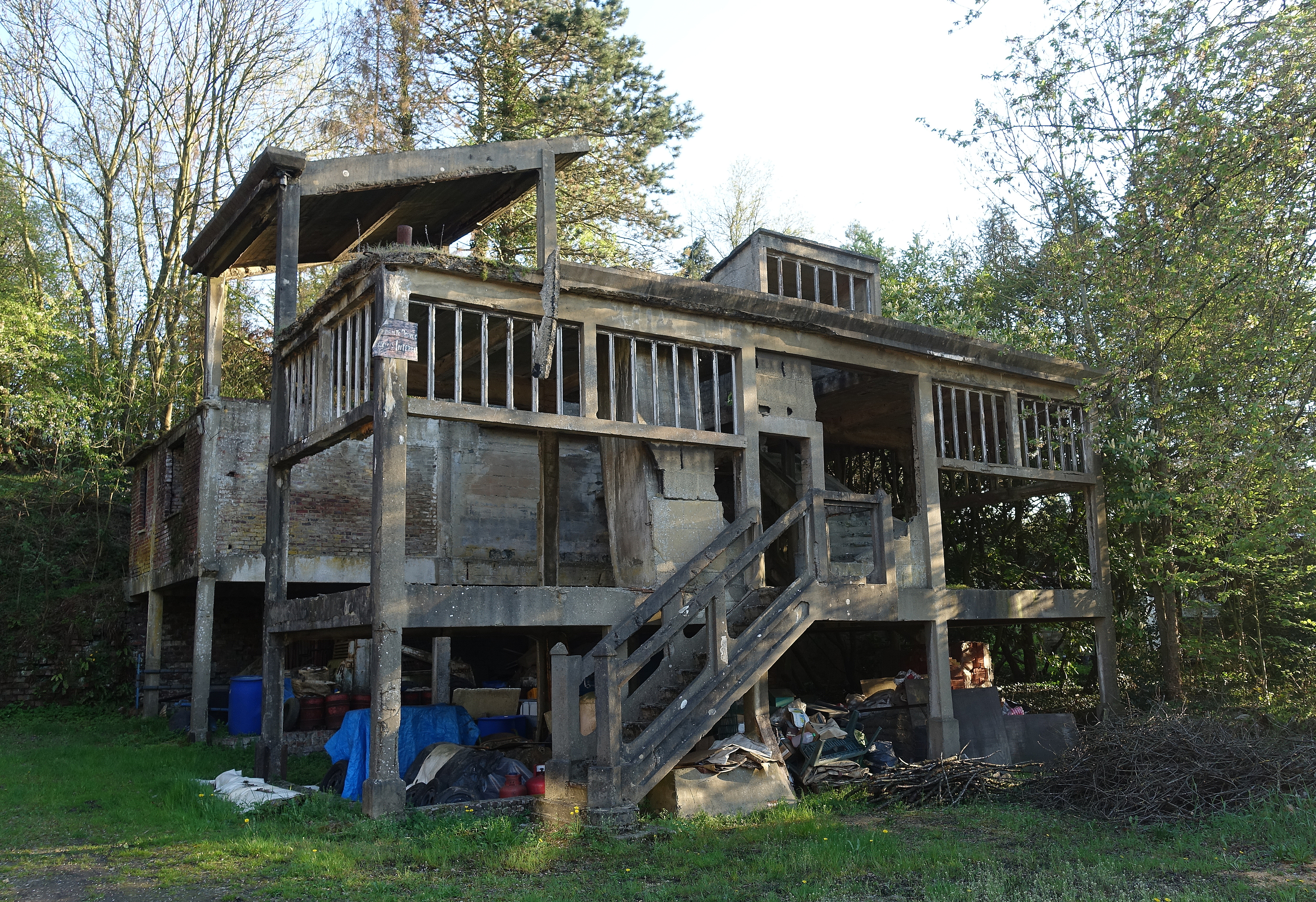
Charbonnages d'Arsimont Fosse 1.

## Patrimoine et culture

### Patrimoine architectural
- Eglise Saint-Joseph. Datée de 1860, édifice de style néo-classique[7].